# 이승준 (컬링인)
이승준(1982년 6월 30일~)은 대한민국의 컬링 선수 출신 컬링 지도자이다.